# 源光寺 (墨田区)
源光寺（げんこうじ）は、東京都墨田区にある真宗大谷派系（浄土真宗東本願寺派）の単立寺院。

## 概要
1598年（慶長3年）、光円法印によって開山された。光円法印は、俗名「浅野光俊」といい、源頼光九代の子孫であった。源光寺の寺号は「源頼光」に由来する。元々は本所中之郷原庭町蛇山（現・東駒形2丁目）に位置していたが、1747年（延享4年）に現在地に移転した。

## 墓所
- 川尻清潭（歌舞伎研究家）

松竹に入社し、歌舞伎舞台の演出に従事した。

## 交通アクセス
- 本所吾妻橋駅A0出口より徒歩9分（経路案内）。